# Ата-Беїт
Меморіальний комплекс «Ата-Беїт» знаходиться у селі імені Суйменкула Чокморова за 30 км від Бішкека.

## Загальні відомості
Комплекс «Ата-Беїт» (кирг. Ата-Бейит, Могила батьків) був офіційно відкритий 30 серпня 1991 року. Тут спочатку було перепоховано тіла 137 діячів Киргизстану різних етносів, які були розстріляні та поховані тут же, в руїнах печі для випалу цегли на початку листопада 1938 року.
31 серпня 1991 року парламент Киргизстану оголосив державну незалежність республіки. Меморіальний комплекс «Ата-Беїт» було збудовано за ініціативою першого президента Киргизії Аскара Акаєва 8 липня 2000 року на згадку про жертв репресій 1930-х років.
Метою комплексу є відновлення та збереження історичної пам'яті про найважливіші етапи розвитку киргизької державності.
У центрі комплексу розташований цвинтар. 14 червня 2008 року в історико-меморіальному комплексі «Ата-Беїт» був похований киргизький письменник Чингіз Айтматов. У 2010 році тут були поховані тіла загиблих від куль снайперів учасників державного перевороту 7 квітня 2010 року.
У 2016 році в комплексі відкрили пам'ятник героям та загиблим під час національно-визвольного повстання киргизького народу проти царату у 1916 році.

### Репресовані
Тіла загиблих знайшли завдяки визнанню одного з колишніх співробітників НКВС Киргизької РСР. Батько Бубури Кидиралієвої, перебуваючи при смерті 1980 року, розповів дочці таємницю розстрілу.

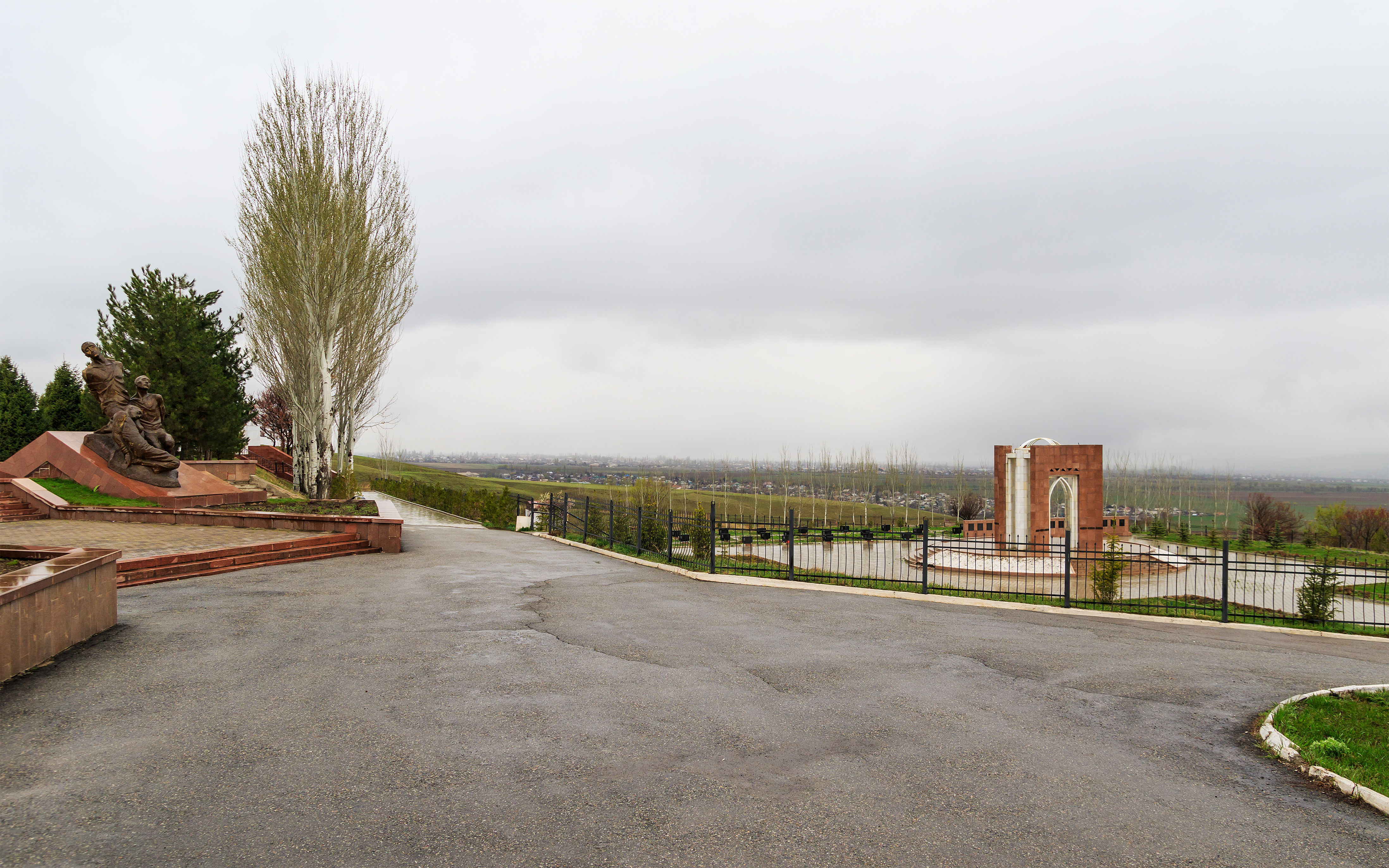
Загальний вигляд

Після свого повноліття вона оприлюднила цю таємницю. Тіла були скинуті в піч для випалу цегли на Чон-Таші. Серед них — засновники киргизької радянської держави, перші наркоми.
Під час розкопок було виявлено простір розміром 4×4 м на глибині 40 см, у якому знаходилося 137 скелетів людей, за деяких були особисті документи. Після ексгумації тіла перевезли на цвинтар «Ата-Беїт» за 100 м від розкопок. 30 серпня 1991 року відбулася державна траурна церемонія перепоховання останків жертв, знайдених на Чон-Таші. Наступного дня, 31 серпня 1991 року, було проголошено незалежність Киргизстану.
З правого боку музею розташована меморіальна дошка, на якій вигравіювано імена загиблих.8 листопада у Киргизії відзначається як день вшанування жертв репресій 1937—1938 років. У музеї МК «Ата-Беїт» зберігаються особисті речі та архівні матеріали репресованих.

## Опис частини монумента
У комплексі поховано тіла 138 киргизстанців 19 національностей, у тому числі голови Ради Народних комісарів Киргизької РСР Ю. Абдрахманов, Б. Ісакеєв, секретар Кіробкому Т. Айтматов, народний комісар землеробства Еге. Есенаманов, народний комісар освіти К. Тинистанов та багато керівників партії. Чон-Таш — єдине в Киргизстані документально встановлене місце злочинів.
Комплекс «Ата-Беїт» є структурним підрозділом мерії м. Бішкек. Площа комплексу складає 2 га. До складу комплексу входять скульптурна композиція та музей, піч з випалювання цегли — місце, де було розстріляно та спочатку поховано 137 осіб; пам'ятник-меморіал.
У музеї «Ата-Беїт» на площі 400 м² представлені документи та фотографії політичного розвитку Киргизстану 1920—30-х років, матеріали про жертви Чон-Таського поховання. Автори експозиції музею — наукові співробітники Державного історичного музею А. Ісраїлова, О. Іллінська, К. Кімалаєв.

## Основні завдання
- Експлуатаційні маршрути, оглядові та тематичні екскурсії
- Дні спеціалізованого обслуговування галузі промисловості, школярів, учнів ВНЗ, СУНЗ та воїнів
- Спеціальні політико-виховні заходи для молоді

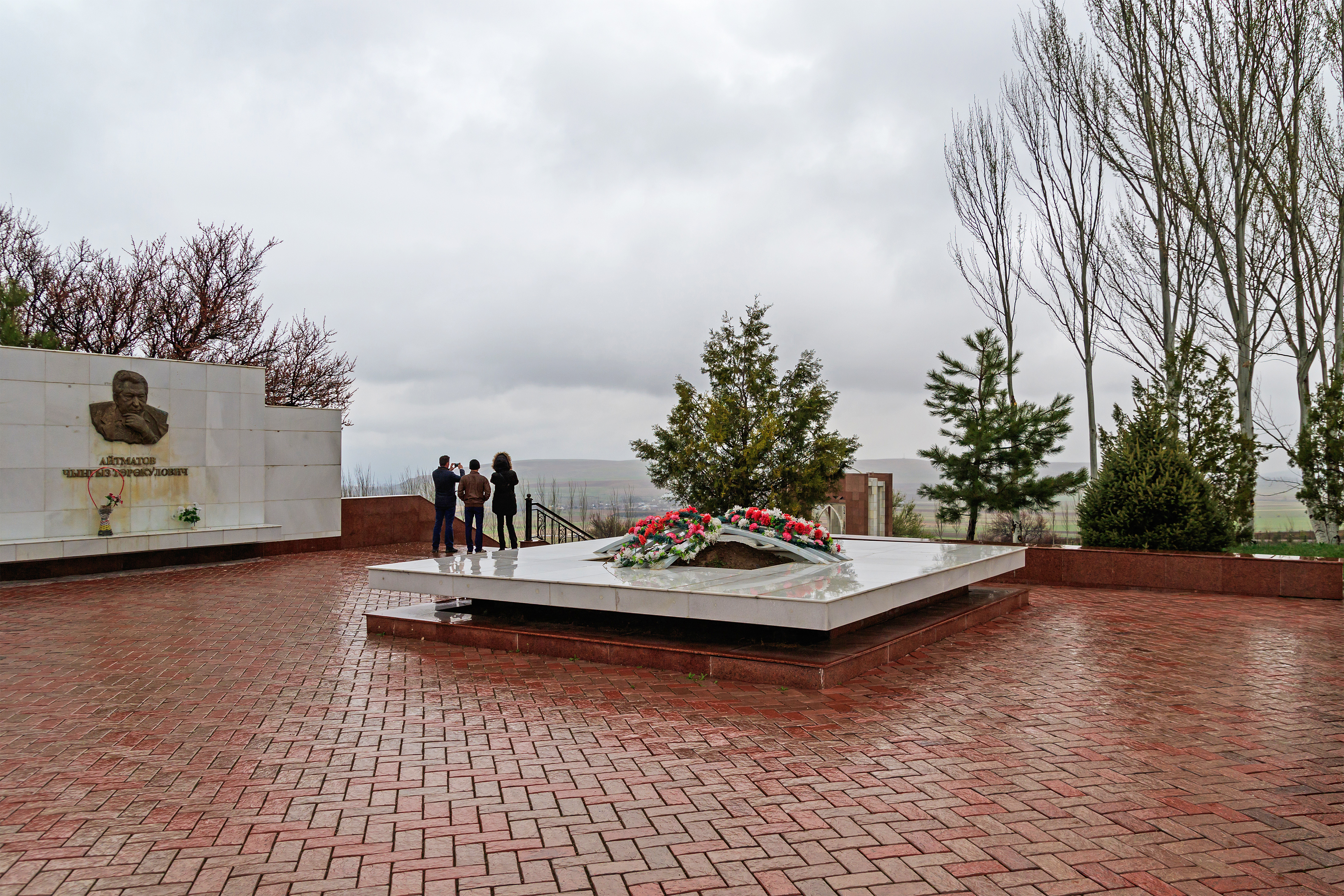
Місце поховання Ч. Айтматова